# SBS 외화시리즈
SBS 외화시리즈는 SBS에서 방송되었던 프로그램이다.

## 방송 시간
| 방송 기간                          | 방송 시간                     | 방송 분량               |
| ---------------------------------- | ----------------------------- | ----------------------- |
| 1995년 ~ 2001년                    | 매주 목요일 밤 12:45 ~ 1:30   | 총 45분                 |
| 2005년 9월 26일 ~ 2006년 6월       | 매주 월 ~ 목 오후 4:00 ~ 4:30 | 총 30분                 |
| 2006년 11월 9일 ~ 2007년 5월 18일  | 매주 목요일 밤 12:35 ~ 1:15   | 총 40분                 |
| 2007년 5월 26일 ~ 2007년 9월 15일  | 매주 토요일 밤 12:05 ~ 1:25   | 총 80분(2편 연속 방송)  |
| 2007년 9월 28일 ~ 2007년 12월 22일 | 매주 금, 토 밤 12:20 ~ 1:00   | 총 40분(이틀 연속 방송) |
| 2008년 1월 5일 ~ 2009년 4월 25일   | 매주 토요일 밤 12:05 ~ 1:25   | 총 80분(2편 연속 방송)  |
| 2009년 4월 26일 ~ 2009년 12월 13일 | 매주 일요일 밤 12:05 ~ 1:25   | 총 80분(2편 연속 방송)  |

## 작품 리스트

### 오후
- 《광속인간 샘》 : 1991년 12월 15일 ~
- 《늑대 미녀》 : 1991년 12월 15일 ~
- 《팜 스프링스 수사대》 : 1992년 8월 8일 ~

### 심야
- 《형사 콜롬보》
- 《타임 트랙스》 : 1994년 2월 5일 ~ 1995년 1월 21일
- 《쿵푸 2》
- 《로이스 앤 클락》 : 1995년 ~ 1997년
- 《ER 시즌 1~2》 : 1997년 ~ 1999년
- 《프로파일러》 : 2001년
- 《에스테로이드》 : 2001년 1월 15일 ~ 2001년 1월 18일
- 《2005 천사들의 합창》: 2005년 9월 26일 ~ 2006년 3월
- 《말괄량이 마법학교》: 2006년 3월 ~ 5월
- 《말괄량이 마법학교: 캠퍼스 대소동》: 2006년 5월 ~ 7월
- 《로마 시즌 1》 : 2006년 11월 9일 ~ 2007년 2월 15일
- 《넘버스 시즌 1》 : 2007년 2월 22일 ~ 2007년 5월 18일
- 《프리즌 브레이크 시즌 1》 : 2007년 5월 26일 ~ 2007년 9월 15일
- 《하우스 시즌 1》 : 2007년 9월 28일 ~ 2007년 12월 22일
- 《히어로즈 시즌 1》 : 2008년 1월 5일 ~ 2008년 5월 31일
- 《프리즌 브레이크 시즌 2》 : 2008년 6월 14일 ~ 2008년 9월 6일
- 《로마 시즌 2》 : 2008년 9월 20일 ~ 2008년 10월 18일
- 《넘버스 시즌 2》 : 2008년 10월 25일 ~ 2009년 2월 21일
- 《하우스 시즌 2》 : 2009년 2월 28일 ~ 2009년 5월 18일
- 《이소룡 전기》 : 2009년 5월 24일 ~ 2009년 12월 13일

## 시청률
1990년대까지 시청률 인기를 누렸으나, 2000년대 초중반부터 케이블TV 채널과 인터넷, 웹하드, 각종 콘텐츠의 보급이 확산되면서 인기가 점차 하락하였다. 그 결과 외화 시리즈 작품은 시청률 3%대, 애국가 수준의 저조한 성적을 기록하게 되었다.

## 같이 보기
- 해외걸작드라마(KBS 외화시리즈)
- 해외 특별기획 드라마
- MBC 외화시리즈